# Marcel Aregger
Pour les articles homonymes, voir Aregger.
Marcel Aregger, né le 28 août 1990 à Unterägeri, est un coureur cycliste suisse, professionnel de 2013 à 2016 au sein de l'équipe IAM.

## Biographie

### Jeunesse et carrière amateur
Marcel Aregger commence le cyclisme à l'âge de huit ans, en disputant une course de VTT qu'il gagne, et s'inscrit au Ägeri-Bike-Club. Il poursuit dans cette discipline pendant quatre ans, avant de passer au cyclisme sur route, au Velo Club Ägeri.
Après en avoir pris la troisième place du championnat de Suisse sur route espoirs en 2010, il le remporte en 2011. Durant cette saison, avec l'équipe de Suisse espoirs, il est onzième du championnat d'Europe espoirs et dix-huitième du championnat du monde espoirs.
En 2012, Marcel Aregger intègre l'équipe continentale Atlas Personal-Jakroo. Il remporte cette année-là le Giro del Mendrisiotto et prend la deuxième place du Tour de Berne.

### Carrière professionnelle
À l'issue de cette saison, Marcel Aregger, ainsi que ses coéquipiers Jonathan Fumeaux, Pirmin Lang et Patrick Schelling, sont recrutés par l'équipe continentale professionnelle IAM. Aregger est le plus jeune coureur de cette nouvelle équipe, dans laquelle il devient professionnel.
En mars 2014, il dispute Gand-Wevelgem, sa première course World Tour, durant laquelle il participe à une échappée de 200 km. Il participe également au Tour d'Espagne, son premier grand tour.
En 2015, lors d'À travers les Flandres, il chute et perd connaissance. Il s'en relève avec un fracture de la clavicule et une commotion cérébrale. Il reprend la compétition deux mois plus tard, au Tour de Belgique. Il dispute à nouveau la Vuelta durant l'été.
Sans contrat fin 2016 après la disparition de l'équipe IAM, il met fin à sa carrière.

## Palmarès
- 2010
  - 3e du championnat de Suisse sur route espoirs
- 2011
  -  Champion de Suisse sur route espoirs
- 2012
  - Giro del Mendrisiotto
  - 2e du Tour de Berne
  - 2e de Coire-Arosa

## Résultats sur les grands tours

### Tour d'Espagne
2 participations
- 2014 : 117e
- 2015 : 106e

## Classements mondiaux
| Année           | 2011 | 2012 | 2013 | 2014 | 2015 |
| --------------- | ---- | ---- | ---- | ---- | ---- |
| UCI World Tour  |      |      |      |      | nc   |
| UCI Asia Tour   |      |      | 294e |      |      |
| UCI Europe Tour | 584e | nc   | 838e | nc   |      |